# 绿塘乡
绿塘乡，是中华人民共和国贵州省毕节市大方县下辖的一个乡镇级行政单位。

## 行政区划
绿塘乡下辖以下地区：
牛场村、丰产二村、丰产一村、营盘村、高峰村、高潮村和五星村。